# 世界魔方锦标赛
世界魔方锦标赛，是一项由世界魔方协会认证的，世界性的最高级别魔方竞速锦标赛事。自2003年起，该賽事每两年舉辦一次，每届比赛设立各个当时世界魔方协会认可的正式比赛项目，每个项目的胜出者将被赋予“世界冠军”的头衔，前三名会颁发纪念奖牌或奖杯以及相应的奖品或奖金。

## 赛事历史
1982年6月5日，第一届世界魔方锦标赛在匈牙利布达佩斯举办，当时仅仅只设立有三阶魔方一个项目，19位来自19个不同国家的参赛选手参加了比赛。尽管当时主办方决定在未来将继续开办比赛，但随后若干年，魔方在世界范围内的热潮逐渐消退。2003年，魔方爱好者们在多伦多举办了第二届世锦赛，这场称得上是“第一次现代的魔方比赛”取得了巨大的成功，但同时也存在很多问题，很大程度上是因为缺乏组织监管。次年，WCA正式成立，WCA认可了前两届比赛作为世界锦标赛的性质和比赛成绩，并正式设立每两年举办一次世锦赛的制度。